# Kent Ruhnke
Kent Ruhnke (Toronto, 18 settembre 1952) è un allenatore di hockey su ghiaccio ed ex hockeista su ghiaccio canadese.

## Statistiche

### Giocatore

#### Club
|           |                    |         | Regular Season | Regular Season | Regular Season | Regular Season | Regular Season | Playoff | Playoff | Playoff | Playoff | Playoff |
| Stagione  | Squadra            | Lega    | P              | G              | A              | Pt.            | PIM            | P       | G       | A       | Pt.     | PIM     |
| --------- | ------------------ | ------- | -------------- | -------------- | -------------- | -------------- | -------------- | ------- | ------- | ------- | ------- | ------- |
| 1971-1972 | Univ. of Toronto   | CIAU    | 20             | 9              | 6              | 15             | 10             |         |         |         |         |         |
| 1972-1973 | Univ. of Toronto   | CIAU    | 20             | 22             | 13             | 35             | 6              |         |         |         |         |         |
| 1973-1974 | Univ. of Toronto   | CIAU    | 20             | 27             | 13             | 40             | 8              |         |         |         |         |         |
|           | Barrie Flyers      | OHA     | 1              | 1              | 0              | 1              | 0              |         |         |         |         |         |
| 1974-1975 | Univ. of Toronto   | CIAU    | 20             | 10             | 5              | 15             | 10             |         |         |         |         |         |
| 1975-1976 | Univ. of Toronto   | CIAU    | 20             | 29             | 15             | 44             | 6              |         |         |         |         |         |
|           | Boston Bruins      | NHL     | 2              | 0              | 1              | 1              | 0              |         |         |         |         |         |
| 1976-1977 | Winnipeg Jets      | WHA     | 51             | 11             | 11             | 22             | 2              |         |         |         |         |         |
| 1977-1978 | Winnipeg Jets      | WHA     | 21             | 8              | 9              | 17             | 2              |         |         |         |         |         |
|           | Binghamton Dusters | AHL     | 47             | 14             | 20             | 34             | 2              |         |         |         |         |         |
| 1978-1979 | SC Riessersee      | Germany | 49             | 42             | 37             | 79             | 4              |         |         |         |         |         |
| 1980-1981 | ZSC                | NLB     | -              | -              | -              | -              | -              |         |         |         |         |         |
| 1981-1982 | ZSC                | NLA     | -              | -              | -              | -              | -              |         |         |         |         |         |
|           | Biel               | NLA     | -              | -              | -              | -              | -              |         |         |         |         |         |
| 1982-1983 | Biel               | NLA     | -              | -              | -              | -              | -              |         |         |         |         |         |
| 1983-1984 | Biel               | NLA     | -              | -              | -              | -              | -              |         |         |         |         |         |
| 1984-1985 | Dalhousie Univ.    | CIAU    | -              | -              | -              | -              | -              |         |         |         |         |         |
| 1985-1986 | Gottéron           | NLA     | 2              | 3              | 1              | 4              | 0              |         |         |         |         |         |
| 1987-1988 | Olten              | NLB     | 2              | 2              | 1              | 3              | 0              |         |         |         |         |         |
| 1988-1989 | Olten              | NLA     | 2              | 1              | 1              | 2              | 0              |         |         |         |         |         |
| 1989-1990 | Olten              | NLA     | 1              | 0              | 1              | 1              | 2              |         |         |         |         |         |

### Allenatore

#### Club
| Stagione  | Squadra  | Lega | Ruolo      | Note              |
| --------- | -------- | ---- | ---------- | ----------------- |
| 1981-1982 | Biel     | NLA  | Head Coach |                   |
| 1982-1983 | Biel     | NLA  | Head Coach | Campione svizzero |
| 1983-1984 | Biel     | NLA  | Head Coach |                   |
| 1985-1986 | Gottéron | NLA  | Head Coach |                   |
| 1986-1987 | Gottéron | NLA  | Head Coach |                   |
| 1987-1988 | Olten    | NLB  | Head Coach | Promozione in NLA |
| 1988-1989 | Olten    | NLA  | Head Coach |                   |
| 1989-1990 | Olten    | NLA  | Head Coach |                   |
| 1990-1991 | Zug      | NLA  | Head Coach |                   |
| 1998-1999 | ZSC      | NLA  | Head Coach |                   |
| 1999-2000 | ZSC      | NLA  | Head Coach | Campione svizzero |
| 2001-2002 | Bern     | NLA  | Head Coach |                   |
| 2002-2003 | Bern     | NLA  | Head Coach |                   |
| 2003-2004 | Bern     | NLA  | Head Coach | Campione svizzero |
| 2004-2005 | Basel    | NLB  | Head Coach | Promozione in NLA |
| 2005-2006 | Basel    | NLA  | Head Coach |                   |
| 2007-2008 | Lugano   | NLA  | Head Coach |                   |
| 2008-2009 | Biel     | NLA  | Head Coach |                   |
| 2009-2010 | Biel     | NLA  | Head Coach |                   |